# Erfurtmassakern

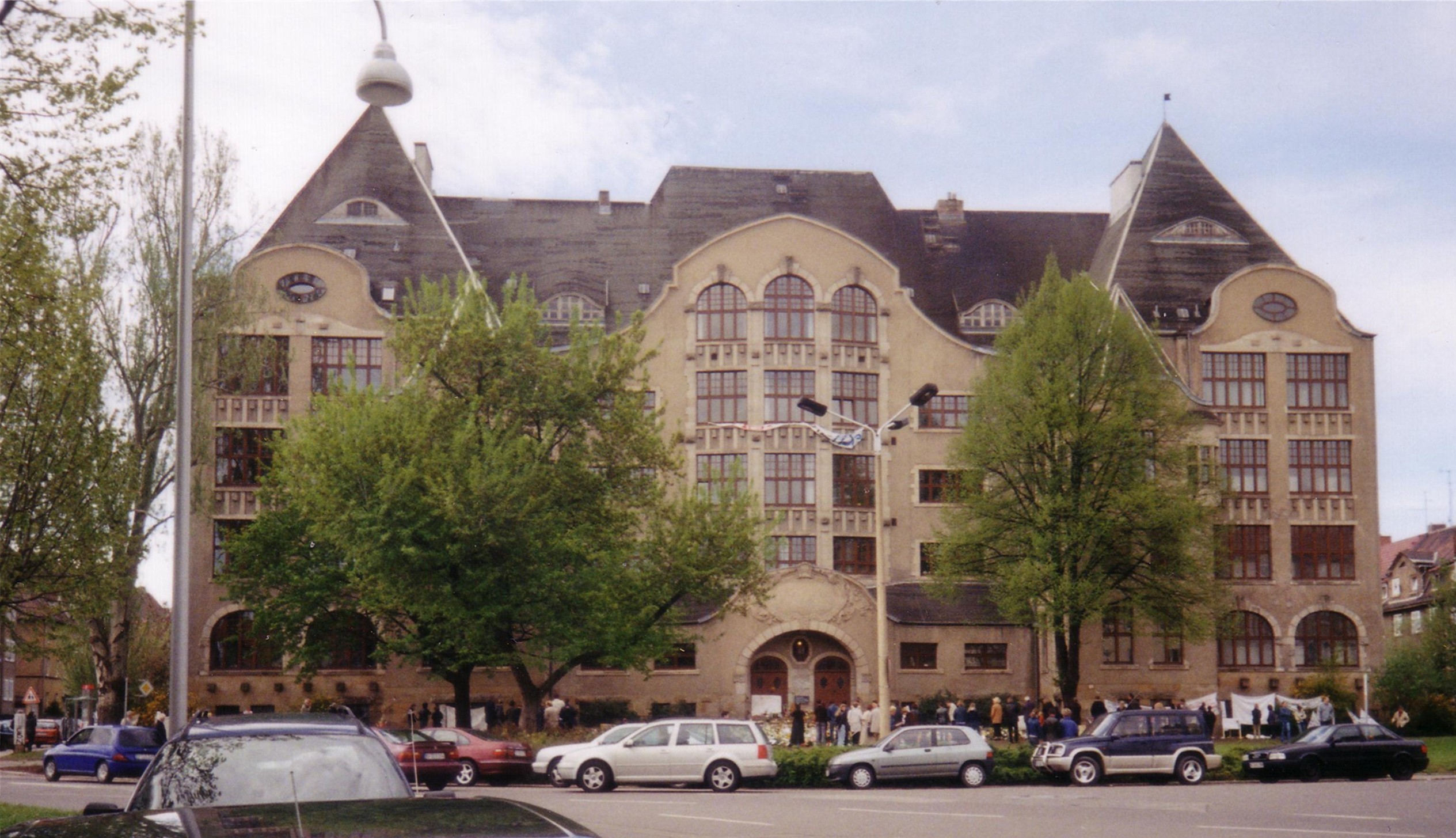
Johann Gutenberg Gymnasium.

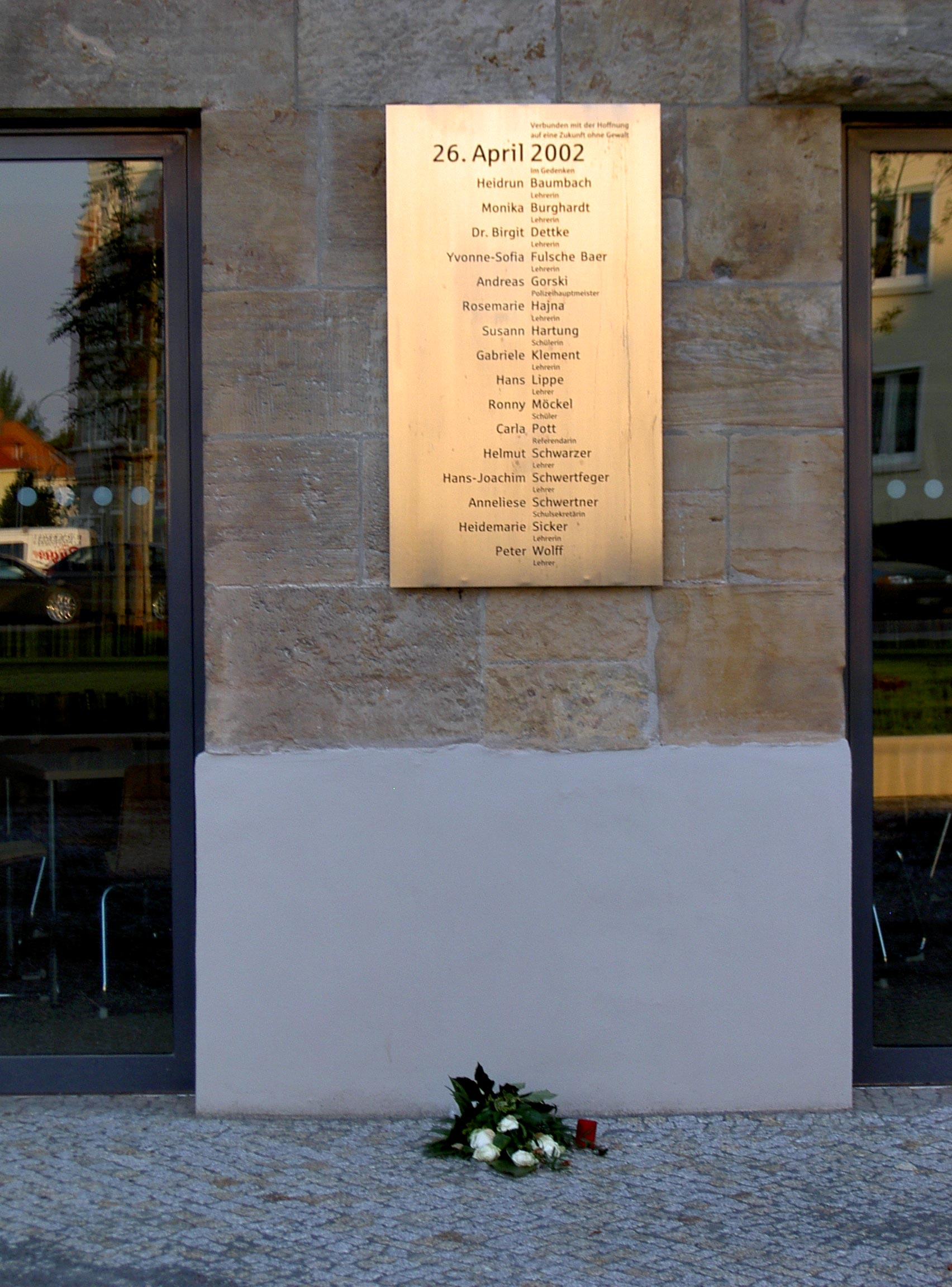
Minnesplakett för de mördade.

Erfurtmassakern (tyska: Amoklauf von Erfurt) var en skolmassaker som ägde rum den 26 april 2002 på Johann Gutenberg Gymnasium i Erfurt, Tyskland. 16 människor mördades innan förövaren, den 19-årige Robert Steinhäuser, tog sitt eget liv. De som mördades var elva lärare, en lärarkandidat, en kanslist, två elever och en polisman.

## Massakern
Robert Steinhäuser anlände till skolan iklädd vanliga kläder; han gick sedan in på en av skoltoaletterna och bytte om till heltäckande svarta kläder och svart rånarluva. Sedan, beväpnad med en glockpistol och ett gevär, öppnade han eld mot skolans lärare. 
Han gick från klassrum till klassrum längs korridorerna och stannade vid varje ingång och sköt ihjäl lärarna längst fram i klassrummen men låter eleverna vara. En flicka och en pojke dödades också när Steinhäuser sköt mot en stängd dörr. När Steinhäuser såg att poliser försökte närma sig byggnaden lutade han sig ut genom ett fönster och avlossade ett skott som träffade den ene polismannen i huvudet vilket dödade honom direkt. 
Massakern avslutades med att Steinhäuser mötte en lärare som sade åt honom att om han skall skjuta honom så skall han se honom i ögonen när han gör det; läraren drar även av Steinhäusers skidmask (balaklava) och Steinhäuser svarar: "det räcker för idag!". Sedan puttade läraren in honom i ett klassrum, där mördaren begick självmord med ett skott mot huvudet. 
Enbart pistolen användes under massakern. Mördaren bar även med sig 500 kulor. Vittnen beskrev dådet som rena avrättningen[källa behövs]; de flesta av dödsoffren sköts på nära håll i ansiktena. Utredarna tror också att motivet för dådet ligger i att Steinhäuser hade blivit avstängd från skolan för att han inte skötte läxor, kom för sent och skolkade ofta.[källa behövs]